# День славянской письменности и культуры 2007 года

Эмблема Дня славянской письменности и культуры

Памятник Дмитрию Донскому перед Маринкиной башней кремля

День славянской письменности и культуры 2007 года — праздник, прошедший с 22 по 24 мая 2007 года в подмосковном городе Коломне. Празднования прошли в год 830-летия первого упоминания города Коломны и в год, объявленный годом русского языка в России.
Впервые в новой истории праздника столицей был выбран районный центр.
При подготовке к празднику было отреставрированно 13 храмов.
Официальная церемония открытия Дней славянской письменности и культуры началась с передачи Вечевого колокола от Ханты-Мансийска — прошлогодней столицы праздника.
В ходе празднования Дней славянской письменности и культуры прошла международная научно-практическая конференция «Славянский мир: общность и многообразие», в которой приняли участие около 600 ученых-славяноведов, православных богословов со всего мира.
Во время торжеств был открыт памятник Дмитрию Донскому работы Александра Рукавишникова на площади перед пряслом между Маринкиной и Грановитой башнями Кремля и памятник Кириллу и Мефодию на Соборной площади. Завершилось празднование грандиозным торжественным музыкально-литературным действом под названием «В начале было слово…».
В празднованиях приняли участие Патриарх Московский и Всея Руси Алексий II, митрополит Коломенский и Крутицкий Ювеналий, министр культуры РФ А. С. Соколов, губернатор Московской области Б. В. Громов.

## Программа мероприятий
Торжественные мероприятия, приуроченные к Дню славянской письменности и культуры в Коломне начались 16 мая 2007 года с Фестиваля духовной и физической культуры в городах Коломне и Жуковском. В рамках фестиваля прошли соревнования по мини-футболу, уличному баскетболу, легкоатлетической эстафете и веселых стартах. Команды, представляющие благочиния, состояли из 20 человек (10 мальчиков, 10 девочек) 1993—1997 годов рождения. Лучше всех выступила сборная Орехово-Зуевского благочиния. Завершился Фестиваль театрализовано-концертным представлением «Крепость духовная», на котором выступили Хор имени Пятницкого, певец А.Гомон, театр «Русская песня» Надежды Бабкиной, Олег Газманов. Фестиваль собрал собрал 10.000 зрителей.
22 мая состоялось торжественное открытие памятника Дмитрию Донскому перед пряслом Коломенского кремля между Маринкиной и Грановитой башнями. На открытии памятника присутствовали митрополит Ювеналий, архиепископ Берлинский и Германский Марк и епископ Серпуховский Роман, губернатор московской области Борис Громов и мэр города Коломны Валерий Шувалов.
С 22 по 23 мая прошла Международная научно-практическая конференция «Славянский мир: общность и многообразие». Среди приглашённых гостей конференции были заместитель министра культуры Болгарии Надежда Захарова, министр культуры и массовых коммуникаций РФ А. С. Соколов и многие другие.
В рамках празднования Дня славянской письменности и культуры в Коломне прошли выставки:
- Православные молитвы русской живописи.
- Православное Подмосковье.
- Вышитая картина.
- Спасённое наследие Коломны и другие.

23 мая на соборной площади Коломенского Кремля состоялось торжественное открытие памятника святым равноапостольным Кириллу и Мефодию. Освящение памятника было совершено митрополитом Ювеналием в сослужении архиепископа Берлинского и Германского Марка, архиепископа Можайского Григория, архиепископа Тобольского и Тюменского Димитрия, епископа Видновского Тихона, епископа Серпуховского Романа и сонма духовенства Московской области. За церемонией открытия памятника было совершено всенощное бдение в Богоявленском соборе Старо-Голутвина монастыря.
24 мая торжественные мероприятия начались с божественной литургии в честь святых равноапостольных Кирилла и Мефодия и крестного хода. Торжественное открытие праздника началось с передачи Вечевого колокола от Ханты-Мансийска Коломне, который впоследствии участвовал в Фестивале славянских колокольных звонов.
Завершились торжественные мероприятия грандиозным музыкально-литературным действом под названием «В начале было слово…» режиссёра Галины Ковалёвой. В действе приняли участие художественные коллективы России, Болгарии и Белоруссии.